# Mechanizm podzielonej płatności
Mechanizm podzielonej płatności (ang. split payment) – mechanizm płatności, w którym płatność nabywcy za towar lub usługę dokonywana jest na dwa rachunki bankowe dostawcy lub usługodawcy. Wartość sprzedaży netto trafia na zasadniczy rachunek bankowy dostawcy, natomiast pozostała kwota podatku VAT (kwota podatku od towarów i usług) trafia na drugi rachunek – specjalny rachunek VAT.

## Sytuacja w Polsce
Split payment obowiązuje w Polsce od 1 lipca 2018 roku. Mechanizm split payment będzie obowiązkowy dla niektórych sektorów od 1 listopada 2019 roku według nowelizacji ustawy o podatku od towarów i usług z dnia 9.08.2019. W lipcu 2019 roku Komisja Europejska wydała zgodę na wprowadzenie obowiązku podzielonej płatności.
Specjalny rachunek rozliczeniowy VAT jest bezpłatny – nie kosztuje otwarcie i prowadzenie nowego rachunku VAT.

### Przeznaczenie środków
Środki z rachunku VAT służą głównie do opłacania zobowiązań podatkowych z tytułu VAT do urzędu skarbowego.
Dostawca ma ograniczone prawa do dyspozycji środkami znajdującymi się na specjalnym rachunku VAT. Głównie może dysponować danymi środkami przy rozliczaniu zobowiązań podatkowych z tytułu VAT do urzędu skarbowego bądź przelewać je na inny rachunek VAT (np. kontrahenta). Podatnik może wykorzystać środki na inne cele, przechodząc przedtem długotrwałą procedurę – podatnik będzie musiał wystosować odpowiedni wniosek do naczelnika Urzędu Skarbowego. Wnioskodawca nie musi w żaden sposób motywować, czy też uzasadniać wniosku, jak również załączać do niego określonej dokumentacji. Następnie naczelnik Urzędu Skarbowego w ciągu 60 dni wyda postanowienie ze wskazaniem wysokości środków zgromadzonych na rachunku VAT podatnika, które mogą zostać przeznaczone na inne cele. Przy czym kwota ta nie obejmie wartości zaległości podatkowej wraz z odsetkami.
Może nie wyrazić takiej zgody, jeśli:
- Podatnik wystawił fakturę w sytuacjach, o których mowa w art. 88 ust. 3a ustawy o VAT, czyli:

1) sprzedaż została udokumentowana fakturami lub fakturami korygującymi:
a) wystawionymi przez podmiot nieistniejący,
2) transakcja udokumentowana fakturą nie podlega opodatkowaniu albo jest zwolniona od podatku;
4) wystawione faktury, faktury korygujące lub dokumenty celne:
a) stwierdzają czynności, które nie zostały dokonane – w części dotyczącej tych czynności,
b) podają kwoty niezgodne z rzeczywistością – w części dotyczącej tych pozycji, dla których podane zostały kwoty niezgodne z rzeczywistością,
c) potwierdzają czynności, do których mają zastosowanie przepisy art. 58 i 83 Kodeksu cywilnego – w części dotyczącej tych czynności;
5) faktury, faktury korygujące wystawione przez nabywcę zgodnie z odrębnymi przepisami nie zostały zaakceptowane przez sprzedającego;
7) wystawiono faktury, w których została wykazana kwota podatku w stosunku do czynności opodatkowanych, dla których nie wykazuje się kwoty podatku na fakturze – w części dotyczącej tych czynności.
- Podatnik w ciągu 12 miesięcy poprzedzających złożenie wniosku uczestniczył w nierzetelnym rozliczaniu podatku w celu odniesienia korzyści majątkowej.
- Zajdzie uzasadniona obawa, że zobowiązanie podatkowe podatnika nie zostanie wykonane.
- Wobec podatnika toczyć się będzie inne postępowanie podatkowe w zakresie podatku bądź prowadzona będzie kontrola podatkowa lub celno-skarbowa[6].

### Korzyści
Korzystanie z rozwiązania split payment pozwala uzyskać określone korzyści:
- split payment pomaga w walce z wyłudzeniami VAT,
- ułatwia uzyskanie zwrotu z podatku – podatnik wraz z deklaracją VAT składa wniosek o zwrot różnicy podatku na rachunek VAT, zwrot zostanie dokonany w ciągu 25 dni od złożenia wniosku – dotyczy to całej kwoty nadwyżki VAT,
- przy dokonywaniu z rachunku VAT wcześniejszej zapłaty zobowiązania z tytułu podatku VAT (przed terminem wynikającym z regulacji ustawowych), zobowiązanie zostanie zmniejszone o kwotę obliczoną na podstawie zaproponowanego wzoru. Kwota zmniejszenia będzie zależna od kwoty zobowiązania, terminu jego uregulowania, a także stopy referencyjnej NBP obowiązującej na dwa dni robocze przed dokonaniem zapłaty podatku,
- wprowadzone zachęty dla podatników – np. rezygnacja ze stosowania podwyższonej stawki odsetek za zwłokę w odniesieniu do zaległości z VAT – będzie to dotyczyło okresów, w których 95% kwoty podatku naliczonego wynika z faktur zapłaconych z zastosowaniem mechanizmu podzielonej płatności,
- przedsiębiorca korzystający z mechanizmu split payment nie podlega sankcji VAT, nie ma naliczonych odsetek za zwłokę, nie jest solidarnie odpowiedzialny podatkowo z dostawcą towarów.